# Regina Asamany
Regina Asamany née le 30 juillet 1927, est une femme politique ghanéenne.

## Biographie

### Enfance
Regina Asamany est née le 30 juillet 1927 à Kpando dans la Région de la Volta. De 1935 à 1940, elle fréquente l'école presbytérienne de Kpando, puis de 1941 à 1944, l'école publique des filles de Kumasi.
Fille d'un sculpteur d'ivoire, elle est la seule femme à accéder à la direction du Congrès du Togoland dans les années 1950,,,.

### Carrière
Regina Asamany est l'une des femmes ayant participé à l'accession du Ghana à l'indépendance. Première femme à accéder au Parlement ghanéen, elle représente les régions de la Volta de 1960 à  1965, puis celle de Kpando de 1965 à 1966. Elle est , avec 10 autres femmes élues le 27 juin 1960 sur la liste du Parti populaire de la Convention. Avant son entrée au Parlement, elle travaille au Ministère du Travail et de la Protection sociale comme assistante pour l'éducation de masse, mais aussi comme vice-ministre du Travail et de la Protection sociale de 1961 à 1963.
Elle est membre exécutif du Conseil national des femmes ghanéennes, administratrice du Fonds fiduciaire Kwame Nkrumah et présidente du Comité de visite des instituts Borstal. En 1979, elle fonde le Parti de la Solidarité Mère-Ghana,,,,.